# Антін Дикий
Антін Дикий (*1 серпня 1900, с. Велика Андрусівка на Херсонщині  — †31 грудня 1937, Харків) — український письменник, драматург, член літературної організації «Плуг» та ВУСПП. Директор Харківського історичного музею. Під час Національно-визвольних змагань України 1917—1921 років — у складі російських комуністичних збройних формувань.
Жертва російсько-большевицького терору.

## Біографічні відомості
Народився в родині селянина Василя Дикого. В юності брав участь у боях з Армією УНР на боці росіян. Закінчив Комуністичний університет у Харкові. Працював директором Харківського історичного музею.
Сучасники критично оцінювали поетичну творчість Дикого, закидаючи йому авантюризм та поверховість. Між тим, Дикий став членом поважних літературних організацій «Плуг», а згодом ВУСПП. Друкувався переважно в «Універсальному Журналі».
Автор збірки поезій «Огонь цвіте» (1927), п'єси «Сухий закон» (1932; у співавторстві з Олексієм Полторацьким).
Викрадений групою НКВД СССР 12 жовтня 1937 року. Не зважаючи на співпрацю з російською охранкою, був убитий у тюрмі НКВД напередодні нового 1938 року.